# 네이키드 탱고
네이키드 탱고(Naked Tango)는 아르헨티나, 스위스, 일본, 미국에서 제작된 레너드 쉬레이더 감독의 1990년 드라마, 멜로/로맨스 영화이다. 빈센트 도노프리오 등이 주연으로 출연하였고 David Weisman 등이 제작에 참여하였다.

## 출연

### 주연
- 빈센트 도노프리오
- 마틸다 메이
- 페르난도 레이

### 조연
- 토니 페인
- 안소니 프랫
- 에사이 모랄레스

## 제작진
- 공동제작: Milena Candnero
- 공동제작: Michael Maiello
- 미술: 안소니 프랫
- 의상: Patricio Bisso
- Ass-PD: 토니 페인
- Ass-PD: 제임스 W. 스코치도폴
- 배역: 데이빗 루빈